# Marco Dionisio Taddei

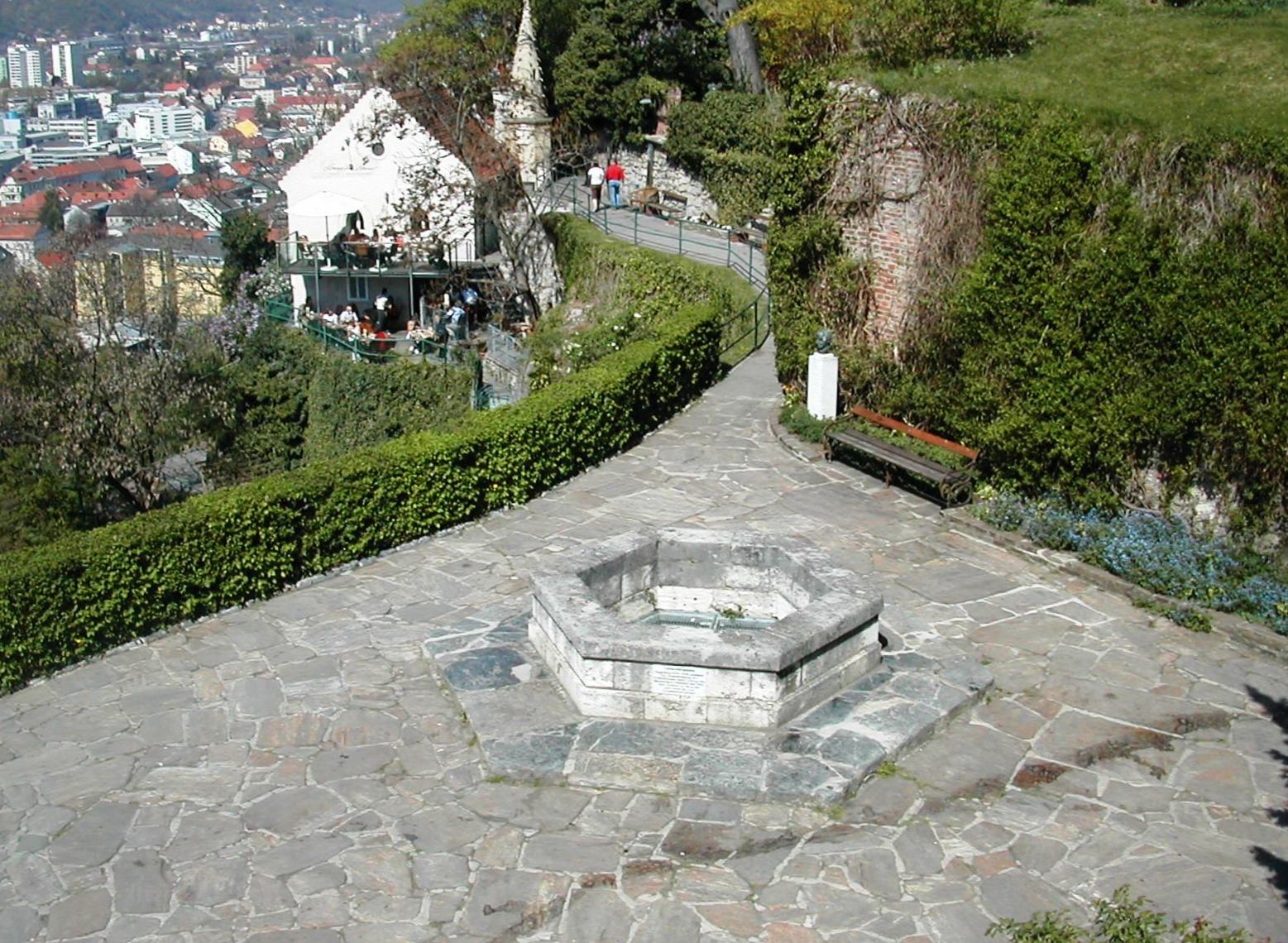
„Türkenbrunnen“ auf dem Schlossberg, seine erste Arbeit

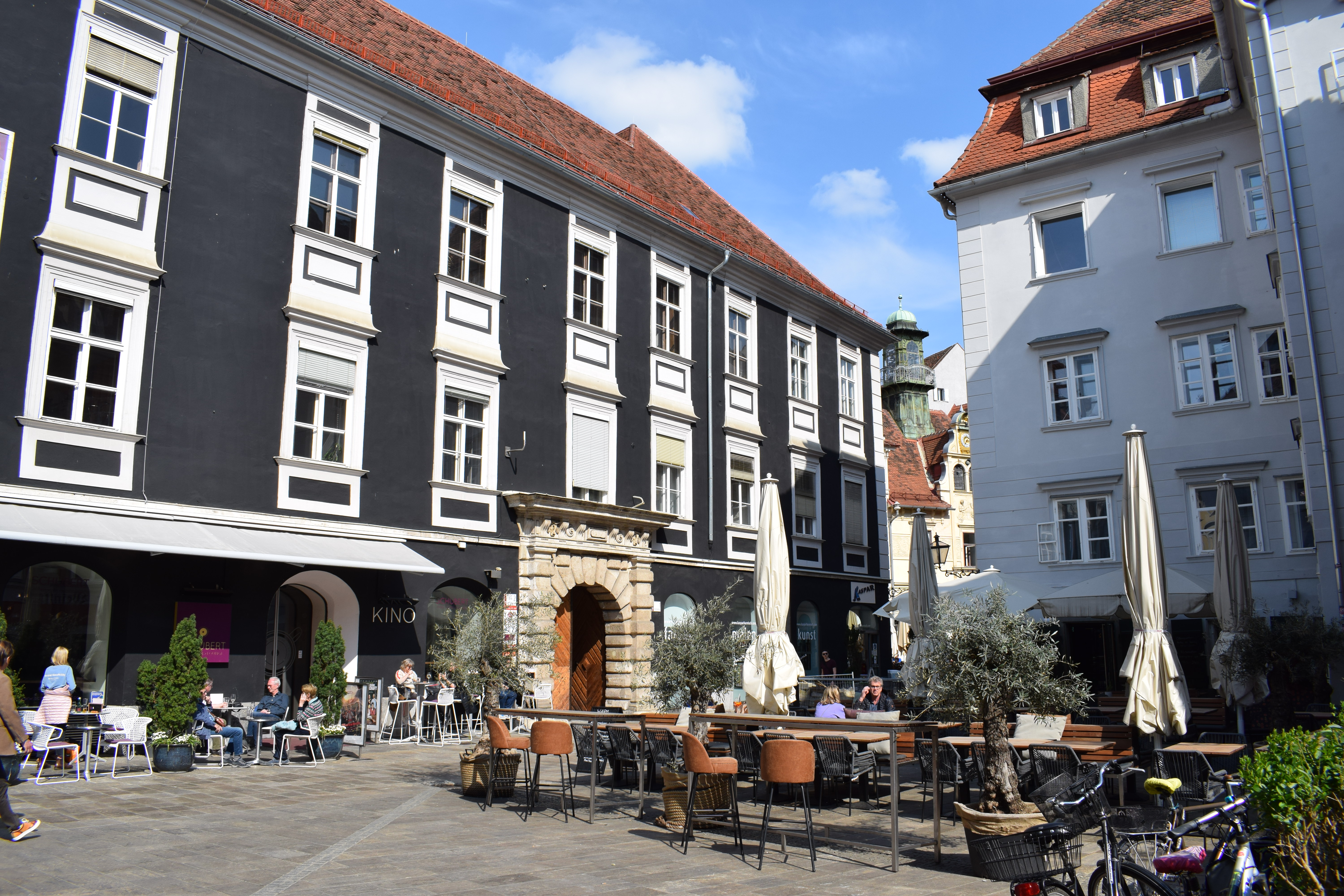
Links ehem. Pöllauer Stiftshof, Portal aus der Bauzeit 1548–1568

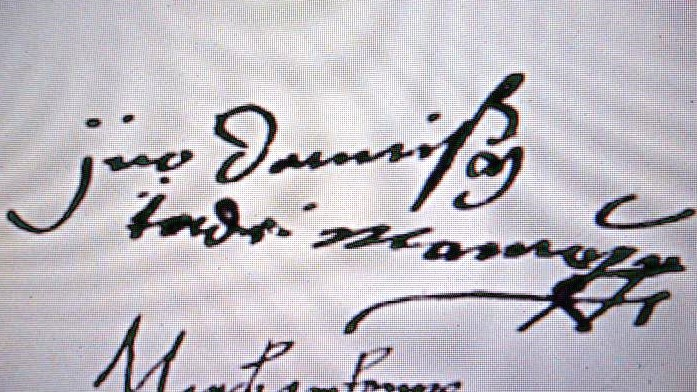
Unterschrift Dionisius Tade, Maurer

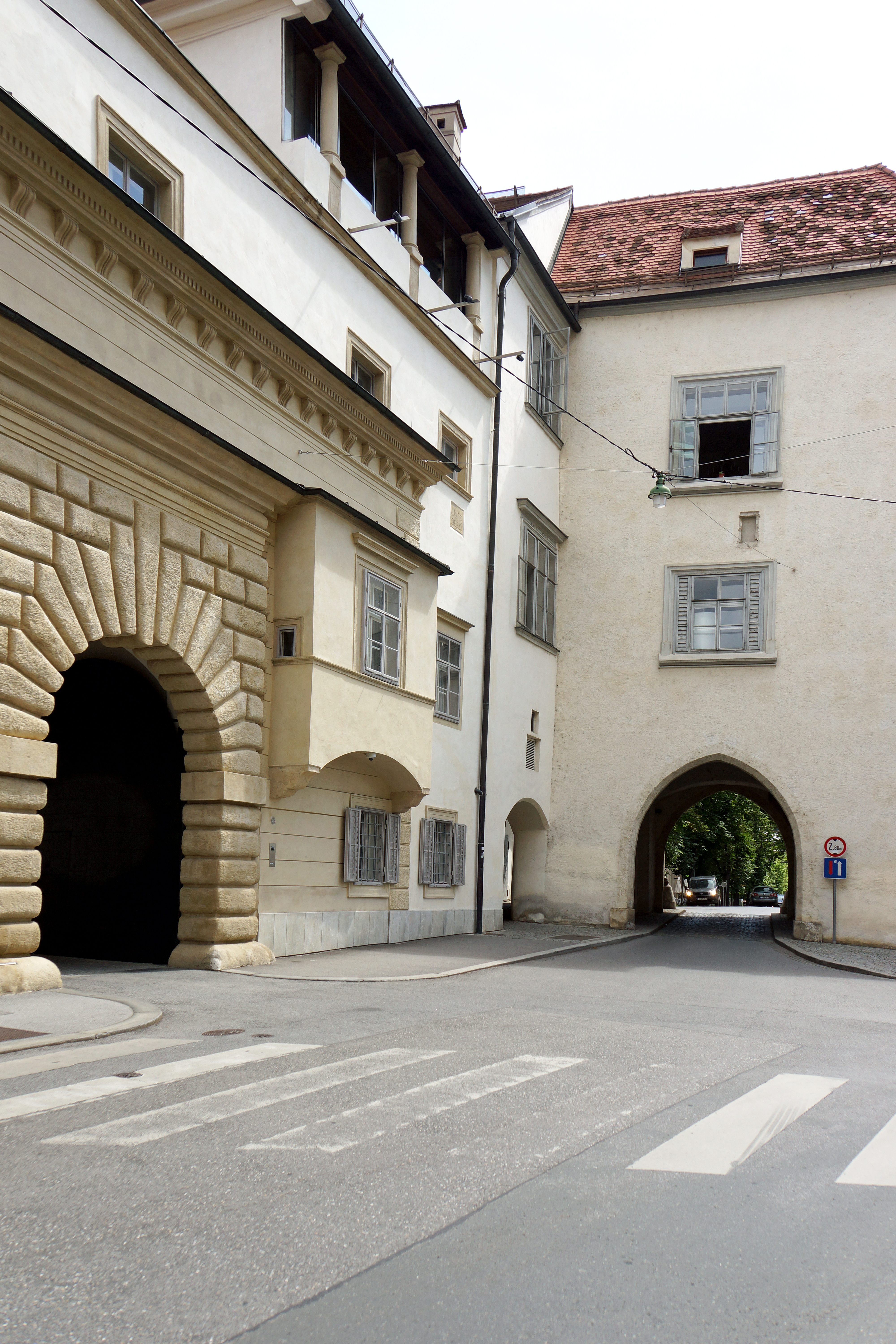
Heutige Grazer Burg

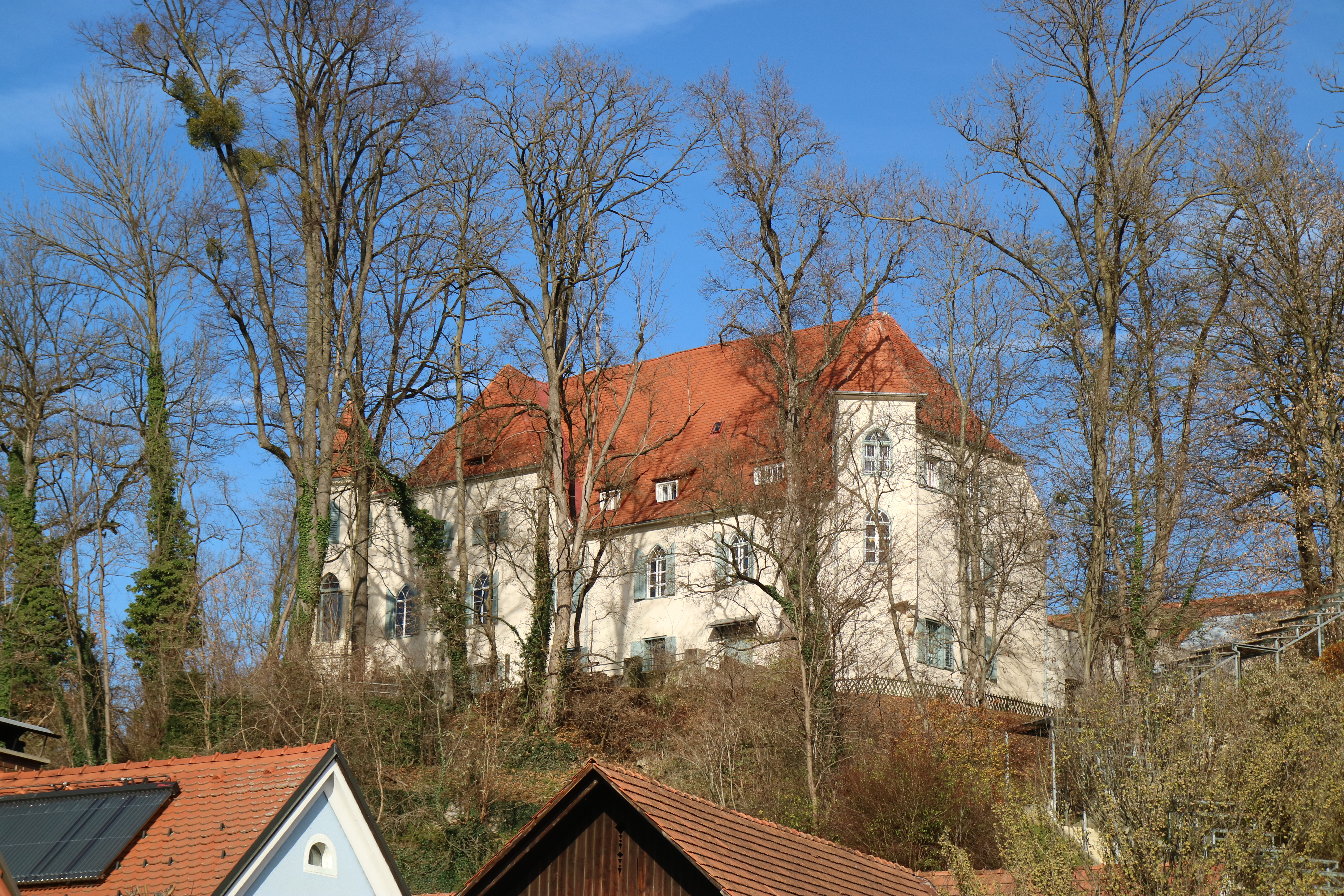
Schloss Gjaidhof 1568–1570

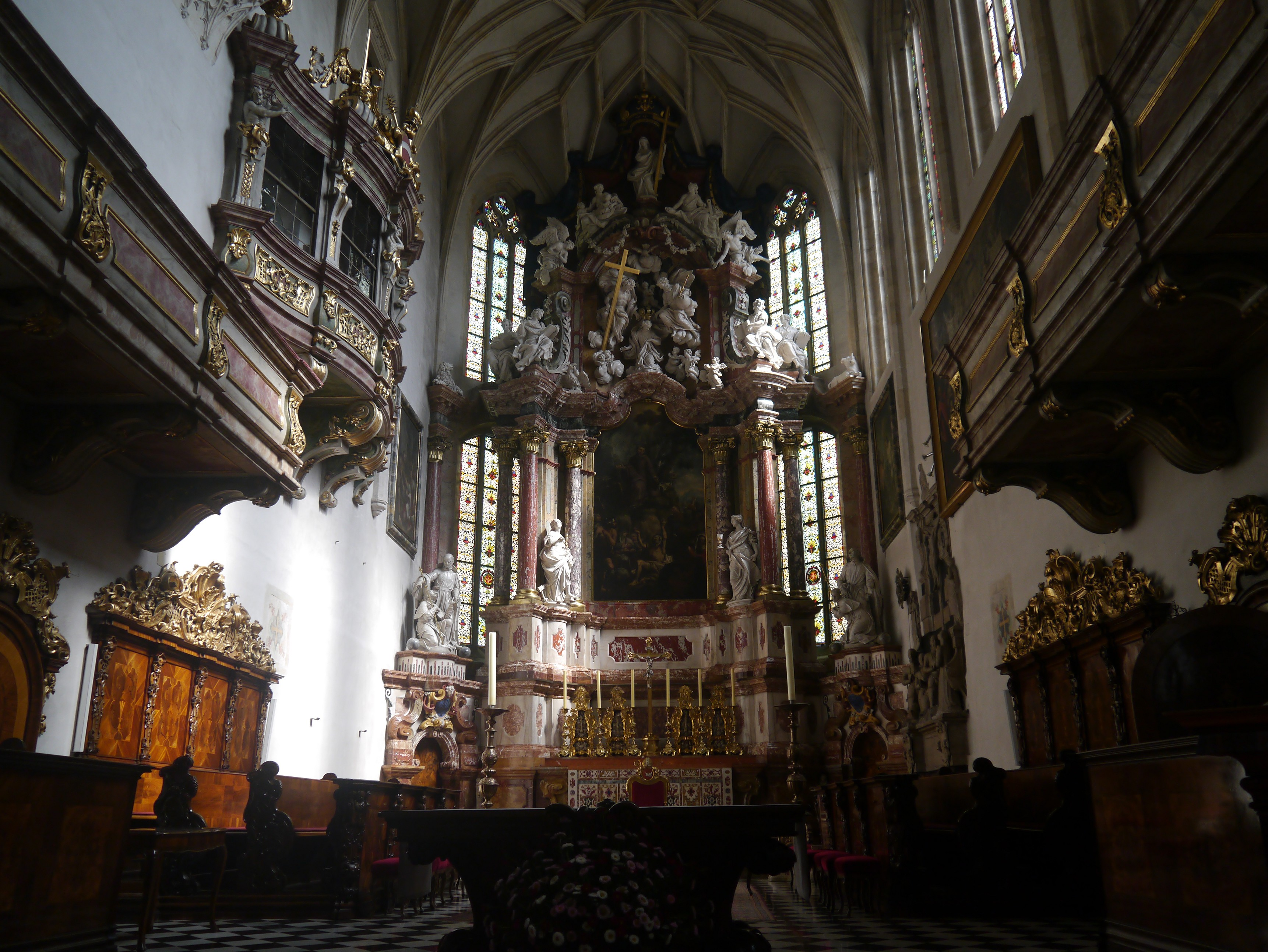
Hoforatorium 1570

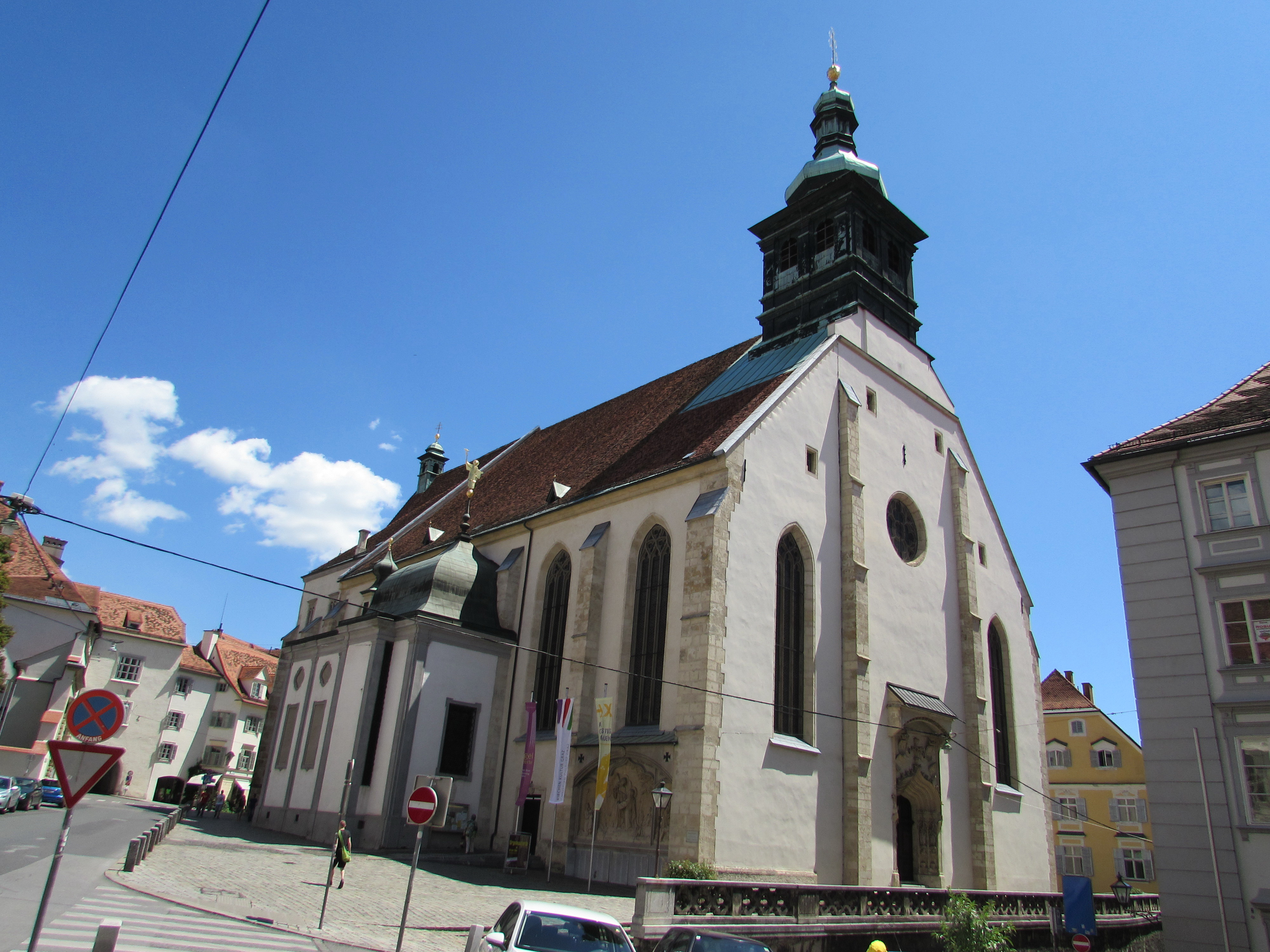
Grazer Dom, Seitenportal 1572

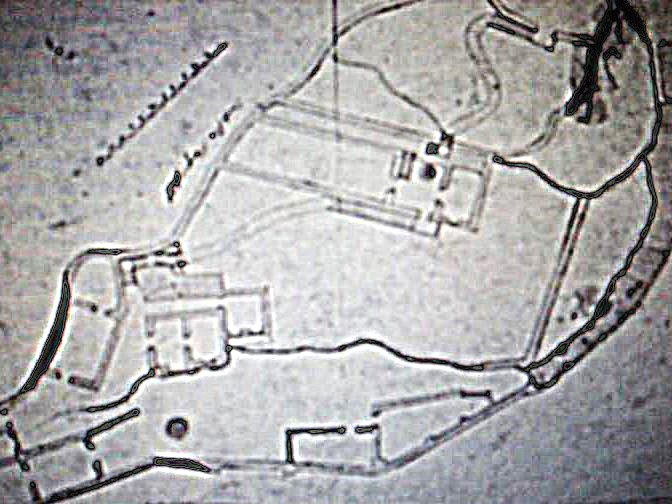
Planskizze der Burg Eppenstein von Dionisio Tade 1572, eigenhändig unterfertigt

Marco Dionisio Taddei auch Marco Dionigi Taddei, Dionisio Tade (* in Gandria am Luganersee; † 31. März 1573 in Graz) war ein Schweizer Festungs– und Hofbaumeister
- Zur Person: In der Literatur wird zwischen dem Architekten Marco Dionigi Taddei, dem Baumeister Marco Dionisio und dem Hofbaupolier Dionisio Tade, am selben Ort und zur selben Zeit, aber mit 2 verschiedenen Sterbedaten  unterschieden. Es zeigt sich, einheitlich ist ihre Herkunft aus Gandria, die Heirat 1560, einige Aufträge, die Beziehung zum Grazer Hof. Es wird wohl eine Person sein. Der Steinmetz ‚Dionisio den Marco‘ arbeitete zu dieser Zeit in den Steinbrüchen von Wildon.[3]
- Der Historiker Rochus Kohlbach belegt den Tod 1573.[4] → Tod.
- Im Historischen Lexikon der Schweiz die Eintragung „Alessandro Taddei“, ein Sohn? → Nachkommen.

„Geb. um 1585 Graz (?), † 1667 Gandria (?), katholisch, von Gandria. Sohn des Marco Dionigi, Architekten in Graz. 1617 ⚭ Delphina Datili. Alessandro Taddei war Komponist sowie Organist und stand im Dienst von Erzherzog Ferdinand II. von Österreich.“

## Leben
Dem Ruf des Römisch-deutschen Königs Ferdinand I. (1503–1564) folgend, kamen italienische Architekten nach Graz. Der berühmte Festungsbaumeister Domenico dell’Allio wurde 1553 königlicher Hofbaumeister, der Erste am Grazer Hof. Baumeister (Marco) Dionisio Tade kam mit seinen Brüdern Marc Antonio und Peter nach Graz. Er wurde dell’Allios erster Polier bei den Bauten.
Ferdinand residierte 1558 als Kaiser in Wien, sein Sohn Erzherzog Karl II. von Innerösterreich wurde neuer Landesherr. Dionisio heiratete 1560 Magdalena, die Tochter des zum Superintendenten ernannten Domenico dell’Allio (Urkunde im Landesarchiv). Als dessen Schwiegersohn und Testamentsvollstrecker (November 1563) übernahm Dionysio Tade die Nachfolge. Karl II. betraute Dionisio um 1567 mit dem Hofamt. Nach Magdalenas Tod ehelichte er

„Meister Dionisio, ein Maurermeister, heiratete nach evangelischem Ritus am 24. April 1569 Herrn Jörgen Grebingers Base Barbara“

- Hofbaumeister

Marc Dionysio Tade wurde zum Hofbaupolier ernannt, war aber als Erbauer der Burg der Hofbaumeister schlechthin.

„Im März 1572 ersuchte er um eine Jahresbesoldung, er sei schon über drei Jahre Polier und habe sich in der Burg, in der Hofkirche (Oratorium), am Marchfutterhof und Vicedomamt wie an anderen Gebäuden ‚gebrauchen lassen‘.“

- Nachkommen

Sohn Alessandro, * um 1585 ? Komponist und Hoforganist bei Erzherzog Ferdinand II. (HRR)

### Werke in Graz
- Türkenbrunnen auf dem Schlossberg

Seine erst Arbeit ist 1558 der „Lebende Brunn“ am Schloßberg, den er mit seinem Bruder Peter baute.
- Bei der Grazer Stadtbefestigung begannen Erneuerungen um 1546 unter Baumeister Domenico d’Allio. Eine neue Kurtine zwischen den Basteien im Westen wurde 1568 von Dionisio und Giovanni Baptista Tadei errichtet.[11][12]
- Ehem. Pöllauer Stiftshof Mehlplatz 2

In den Jahren 1548 und 1568 erbaute Marco Dionisio Taddei nach eigenen Plänen für Wolfgang von Stubenberg das Gebäude auf dem Mehlplatz. Aus dieser Zeit stammen auch die beiden Renaissance-Portale, deren östliches (rechtes) zu den schönsten in Graz gehört. Um 1720 Hof des Stiftes Pöllau.
- Grazer Landhaus

Undatiert, nach dell’Allios Tod 1563, fordern die Brüder Meister Baptista und Dionysi Tade und Domenico della Porta als „weiland Maister Domenico de Lalio gelassene Erben“ von der Hofkammer 180 fl für Arbeit im Grazer Landhaus.
- Grazer Burg

1560 arbeitete er als Polier erstmals an der Burg, zugleich auch an der Stiftskirche. Erzherzog Karl II. erhielt am 21. August 1570 die Pläne von Pietro Ferrabosco für das Burggebäude. Der Bau ging rasch vonstatten, im Oktober 1571 malten fünf Maler am neuen Saal. Im Juli 1571 legte Marco Dionysi Tade dem Erzherzog eine Bittschrift vor des Inhalts:

„Er dient ihm bereits bis ins vierte Jahr als Polier, in der Burg, in der Pfarrkirche (Dom), im Marchfutter- und im Vicedomamt, wie noch bei anderen Gebäuen, hat aber nie einen „Vorsold“ (Fixum), sondern nur den Taglohn erhalten, er ersucht um eine Besoldung.“

Am 28. Mai 1572 bekam er 159 fl für den Burgbau. Es handelte sich dabei um den Komplex, der noch heute kurz die Burg heißt. Als 1709 in ihr ein Brand ausbrach, entwarf der Hofbaumeister Bartlme Ebner einen Riß, der diesen Teil festhält.
- Jagdschloss Gjaidhof in Dobl

Für Karl II. erbaute der Hofbaupolier von 1568 bis 1570 das Schloss Gjaidhof.
- Grazer Dom

Marco Dionysio errichtete im Grazer Dom 1570 das Hoforatoratorium, 1573 das Seitenportal.

## Tod
Dionisii Dade, ‚gewester Pallier bei dem Stat gepew‘ starb am 31. März 1573 in Graz. Am 20. Dezember 1573 erhielten die Brüder Philipp und Marco Antonio Taddei als Erben von der Hofkammer 30 Pfund. Sein Hauptwerk war die Burg.